# Stilobezzia flavipectoralis
Stilobezzia flavipectoralis är en tvåvingeart som beskrevs av Remm 1993. Stilobezzia flavipectoralis ingår i släktet Stilobezzia och familjen svidknott. Inga underarter finns listade i Catalogue of Life.